# Charles F. Morgan
Pour les articles homonymes, voir Morgan.
 (novembre 2015).
Charles F. Morgan, né le 8 juin 1951 à Romford près de Londres, est un sculpteur britannique et suisse.

## Biographie
Né à Romford, Royaume-Uni, Charles F. Morgan arrive en Suisse à l'âge de 13 ans, avec ses parents et sa sœur en 1964. C'est l'année de l'exposition nationale suisse à Lausanne, il découvre le travail de Jean Tinguely et sa fameuse machine Euréka. Sa mère Elfriede Morgan (-Stampa) (1928-2015) était allemande, son père Fred Morgan (1920-2016) anglais. Ce dernier, peintre en lettres et spécialiste dans le dessin manuel, est convié par l'entreprise Nestlé pour travailler au département graphisme et marketing du siège veveysan. Sa sœur très proche de lui, Karin Zbinden (-Morgan) décède après une longue maladie en septembre 2013. De trois mariages successifs, il a quatre enfants, Thomas (1977), Vanessa (1982), Bob (1992) et Rachel (2005).
A son arrivée à Blonay (Suisse romande), le jeune Charles ne parle pas le français et n'est pas très bon élève, il s'intéresse rapidement davantage aux décharges municipales et à leurs trésors, qu'à sa scolarité. Il sera plus tard refusé à L'École des beaux-arts de Genève (devenue la Haute École d'art et de design) pour orthographe déficiente. Il fait alors un apprentissage de bijoutier-joaillier à Lausanne durant 4 ans et se met ensuite à son compte en tant qu'indépendant à Vevey. Il formera lui-même quatre apprentis bijoutiers dans ses ateliers-galeries veveysans.

## Œuvre

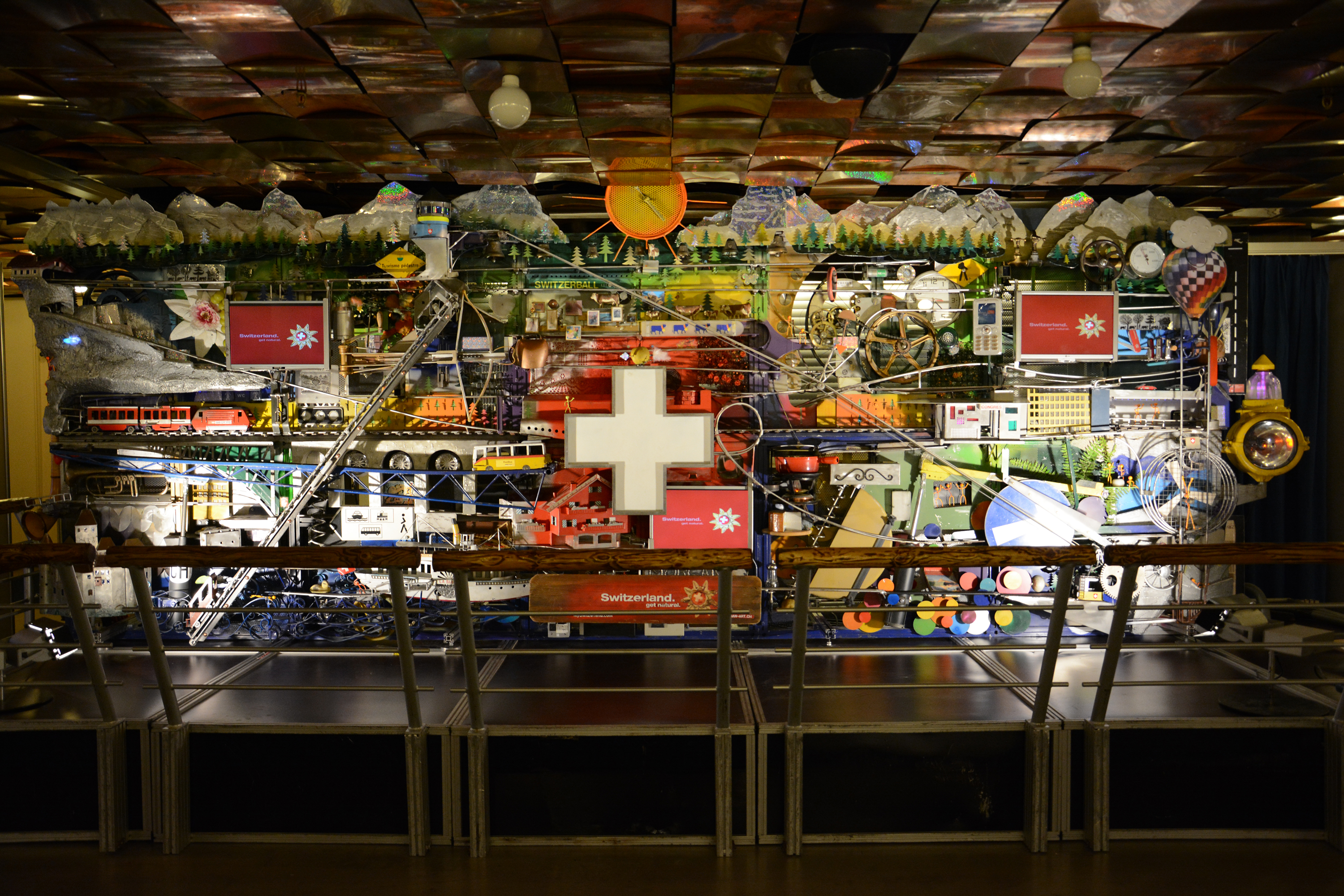
Switzerball.

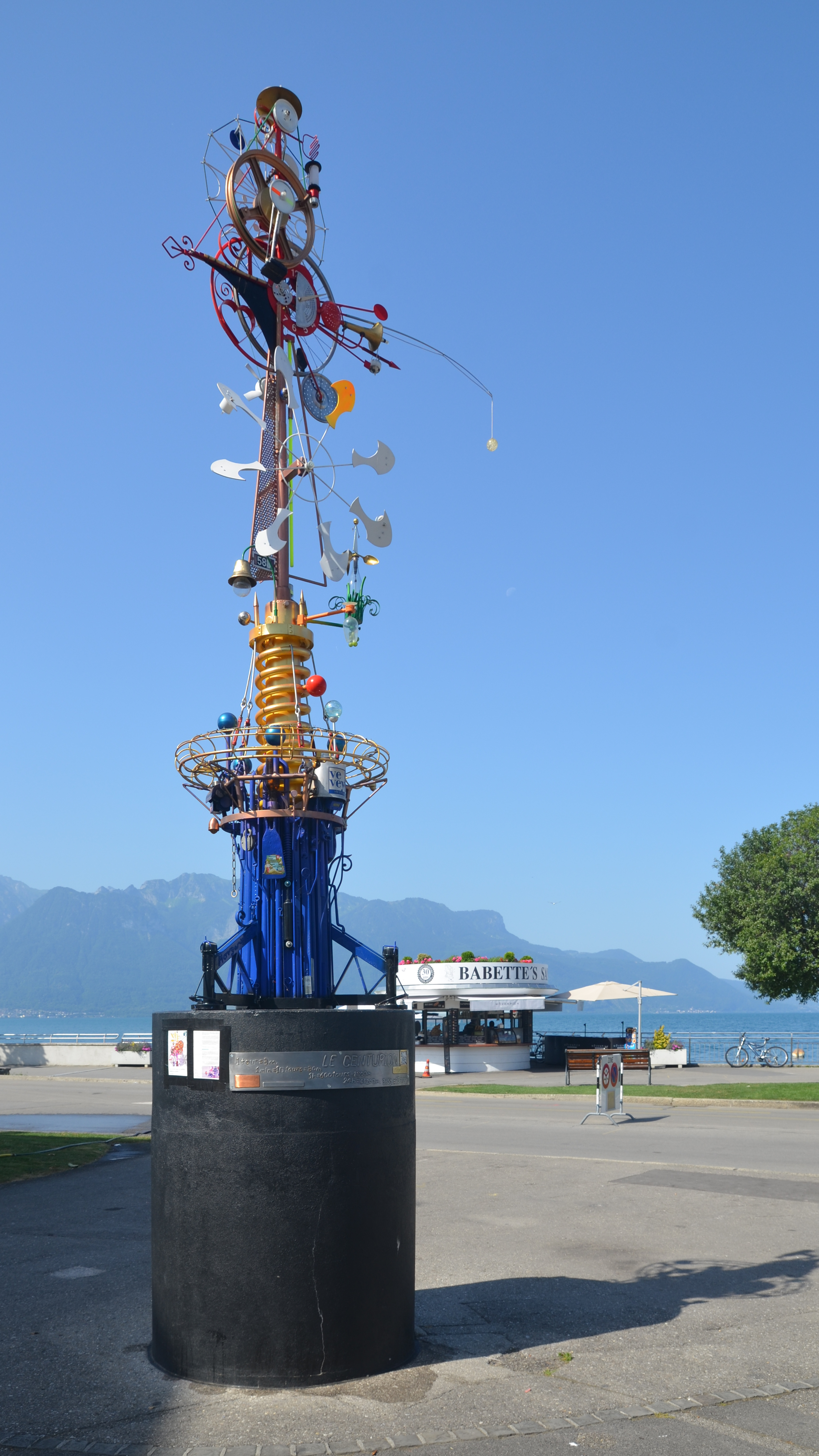
Le Centurion à Vevey.

Parmi ses plus importantes réalisations, il a créé en 1984, le Tourismusflipper, encore aujourd'hui en permanence et en fonction au Musée suisse des transports à Lucerne.
En 1986, pour le stand suisse de l'exposition universelle à Vancouver, il réalise Jolly Ball, une sculpture cinétique de 6 mètres de long, grand flipper touristique ayant figuré au livre Guinness des records comme étant le plus grand flipper du monde en 1988. Après avoir été emmenée pendant une vingtaine d'années à travers les capitales du monde entier, afin d'illustrer le tourisme en Suisse, Jolly Ball est aujourd’hui exposée en permanence au Musée des Sciences et de l'Industrie à Chicago.
En 2005, Charles F. Morgan a réalisé Switzerball, une œuvre similaire de 6 mètres de largeur, mais technologiquement plus avancée, pour remplacer Jolly Ball auprès de l’Office du Tourisme Suisse. Switzerball a été exposée sur le Pavillon suisse de l'exposition universelle de Milan, en 2015.
Parallèlement à ces commandes conséquentes, Morgan crée énormément de petites sculptures, toutes mobiles, qu'il expose et vend dans sa propre galerie d'art à Vevey. Les sociétés et institutions suisses romandes sont nombreuses à en avoir acquis. La toute première « Machine à Morgan » comme les appellent les Veveysans, se nomme « Les Amygdales » et fut créée lors de la convalescence de l'artiste après s'être fait opérer des amygdales.
Après 40 ans de sculpture, il totalise plus de 2 000 créations cinétiques. Ses sculptures sont faites d'objets de récupération et principalement de métal. Son art est empreint d'humour british et de poésie. Sa formation initiale de bijoutier-joailler lui confère une précision dans ses réalisations, qui pour certaines se révèlent être proches de l'horlogerie. Il dédramatise l'art et démystifie la technique.

## Sélection d'œuvres
- 1973 : Les Amygdales, collection privée
- 1977 : La Machine à tester le vin, Prix spécial, Fête des Vignerons, Vevey
- 1980 : Jean Tinguely, collection privée
- 1984 : Tourismusflipper, Musée suisse des transports, Lucerne[7]
- 1984 : Chronos, Collège de Bahyse, Blonay (faite à partir de l'ancien mouvement d'horloge du clocher de la chapelle)
- 1986 : Jolly Ball, Musée des sciences et de l'industrie de Chicago
- 1989 : Wordball, Isetan Art Gallery, Tokyo
- 1990 : Chocolaterie, Nestlé Suisse, Vevey
- 1992 : Patchclock, Office du tourisme du canton de Vaud
- 1993 : Recyclium, exposition universelle Taejon, Corée
- 2003 : Le Centurion, Ville de Vevey, sur la place du Marché
- 2005 : Switzerball, Suisse Tourisme

Le Musée suisse de l'appareil photographique à Vevey, a commandé une œuvre à thème en... (date).

## Expositions
- 1981 : Galerie Danese-Milano, Lausanne (première)
- 1989 : Isetan Art Gallery, Tokyo
- 1991 : Isetan Art Gallery, Singapour
- 2009 : Galerie Morgan-Art, Vevey
- 2010 : Hostellerie du Petit-Manoir, Morges
- 2011 : Riverside, Glattfelden
- 2014 : Charles Morgan, 40 ans de sculpture, Montreux Art Gallery[8]

## Films
- Charles Morgan, film vidéo de Kamal Musale[9], 1995
- Le Monde en marche, documentaire, film vidéo HD de Michel Nussbaumer[10], 2008
- Charles Morgan, film[11] de RJ41[12], Jérôme Piguet et Rinaldo Marasco, 2014